# الطاقة المتجددة في جمهورية أيرلندا

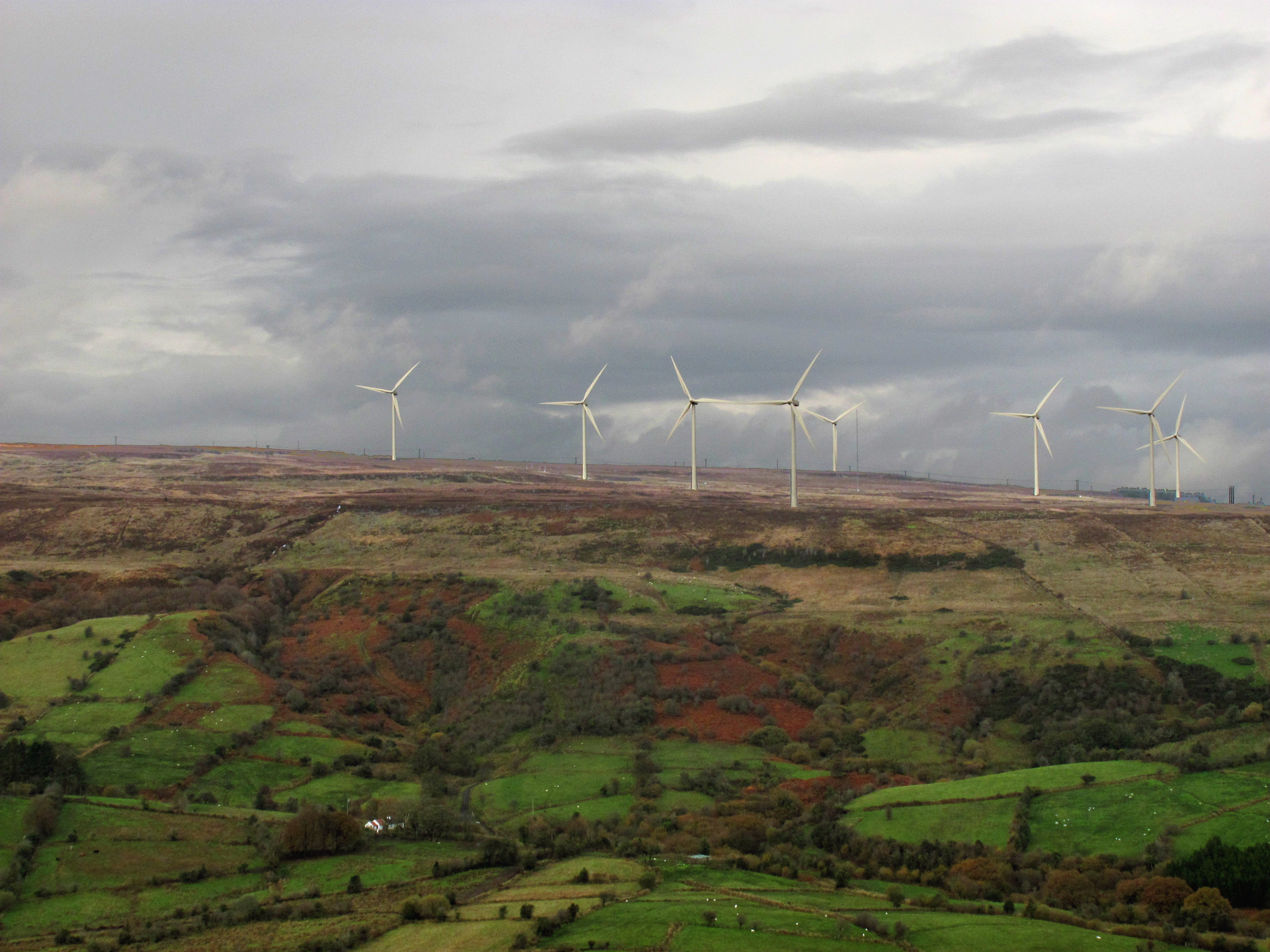
توربينات الرياح على جبل ليتريم في كوري

تحت توجيهات الطاقة المتجددة، وضعت أيرلندا هدفا لإنتاج 16% من جميع احتياجاتها من الطاقة من مصادر الطاقة المتجددة عند بداية عام 2020. في الفترة ما بين عامي 2005 و 2014، ارتفعت نسبة الطاقة من مصادر الطاقة المتجددة من 3.1% إلى 8.6% من إجمالي الاستهلاك الكلي. بحلول عام 2020، تهدف أيرلندا إلى إنتاج 42.5% من احتياجاتها من الكهرباء من مصادر الطاقة المتجددة.
تمتلك ايرلندا نسبة متنامية ومثبتة من طاقة الرياح تعادل 2,486 ميجاوات. بحلول عام 2015، أنتجت ايرلندا مالا يقل عن ربع احتياجاتها من الكهرباء في هذا العام. علي عكس ذلك، بالنسبة للطاقة الكهروضوئية الشمسية، فكان لديها ثاني أدنى تثبيت منها في الاتحاد الأوروبي بعد (لاتفيا 2.1) ميجاوات فقط من السعة المركبة.

## استهلاك الطاقة حسب القطاع
إجمالي الاستهلاك النهائي الإجمالي المتوقع للطاقة حسب القطاع في عام 2020.
وفقا لخطة العمل الوطنية الايرلندية للطاقة المتجددة، الذي قدمته جميع الدول والأعضاء كجزء من توجيه الاتحاد الأوروبي للطاقة المتجددة، فمن المتوقع أن بحلول عام 2020، ينخفض إجمالي الاستهلاك النهائي للطاقة في أيرلندا حسب القطاع على النحو التالي:
| * الاستخدام المتوقع للطاقة حسب القطاع في عام 2020 | طن نفط مكافئ | الهدف |
| ------------------------------------------------- | ------------ | ----- |
| التدفئة والحرارة                                  | 4,931        | 12.0% |
| الكهرباء                                          | 2,813        | 42.5% |
| المواصلات                                         | 5,747        | 10.0% |
| إجمالي استهلاك الطاقة*                            | 14,142       | 16.0% |

- جميع الأرقام محسوبة حسب التوجيه 2009/28 / EC0.

من المتوقع في عام 2020، أن يحتوي قطاع النقل علي 42,6% من الاستهلاك النهائي للطاقة. يشمل القطاع الحرارى التدفئة المنزلية وتكييف الهواء. من المتوقع أن تشكل العمليات الحرارية الصناعية 36.6% من الاستهلاك النهائي للطاقة، وأن يمثل قطاع الكهرباء 20.9% من الاستهلاك.
اما بالنسبة للاستهلاك السنوي للطاقة، فمن المتوقع أن يصل إلي 14142 كيلو طن مكافئ بعد التعديلات، بحلول عام 2020. ولتحقيق هدف أيرلندا الإجمالي المتمثل في استخدام الطاقة المتجددة بنسبة 16% من إجمالي استهلاك الطاقة النهائي بحلول عام 2020، فقد كان في عام 2005 يساوي 3.1% فقط، الآن تم تحديد أهداف لكل قطاع. بحلول عام 2020، سيكون استخدام الطاقة المتجددة 12% في قطاع التدفئة والتبريد، و 42.5% في قطاع الكهرباء و 10% في قطاع النقل.

### قوة الرياح
| 2008  | 2009  | 2010  | 2011  | 2012  | 2013  | 2014  | 2015  | 2016  |
| ----- | ----- | ----- | ----- | ----- | ----- | ----- | ----- | ----- |
| 1,027 | 1,260 | 1,392 | 1,631 | 1,749 | 2,037 | 2,262 | 2,486 | 2,830 |

ازدادت طاقة الرياح بشكل كبير في جمهورية أيرلندا بحوالي 200 ميجاوات سنويًا، حيث ارتفعت من 1027 ميجاوات في عام 2008 إلى 2,830 ميجاوات. بحلول نهاية عام 2016، تم دمج شبكات جمهورية أيرلندا الشمالية، وبلغت طاقة الرياح مجتمعة 3,916 ميجاوات. خلال العام 2015، قدمت طاقة الرياح أقل قليلاً من ربع الطلب على الكهرباء في البلاد بما يزيد قليلاً عن 23% من الإجمالي. في 11 يناير عام 2016، تم تسجيل رقم قياسي في أيرلندا أثناء توليد 2815 ميجاوات من طاقة الرياح. تم توليد هذه الطاقة من الرياح في غضون 15 دقيقة كما قدمت طاقة كافية لتزويد 1.8 مليون منزل بالطاقة.

### الطاقة الشمسية
| 2008 | 2009 | 2010 | 2011 | 2012 | 2013 | 2014 | 2015 | 2016 | 2017 | 2018 |
| ---- | ---- | ---- | ---- | ---- | ---- | ---- | ---- | ---- | ---- | ---- |
| 0.4  | 0.6  | 0.6  | 0.7  | 0.7  | 1.0  | 1.1  | 2.1  | 5.1  | 15.7 | 29.0 |

تعد قدرة تركيب الطاقة الشمسية الكهروضوئية في أيرلندا من أدنى المعدلات في أوروبا، ففي عام 2015، تجاوزت 2 ميجاوات. في نفس العام، كان الرقم المقابل للمملكة المتحدة 8,915 ميجاوات والدنمارك 790 ميجاوات. في عام 2015، كان لدى ايرلندا أدنى سعه لكل فرد في جميع دول الاتحاد الأوروبي، وكانت لاتفيا فقط ذات سعه مطلقة أقل. علي حسب تنبؤات النمو المستقبلي للسعه المركبة، ف بحلول عام 2021، تكون الطاقة 500 ميجاوات، وبحلول عام 2030 تكون الطاقة 3,700 ميجاوات بدعم حكومي.

### الكتلة الحيوية

#### الكتلة الحيوية الصلبة والغاز الحيوي
|                       | قطاع الكهرباء جيجاوات ساعة/ طن نفط مكافئ | قطاع التدفئة والتبريد بالطن نفط مكافئ |
| --------------------- | ---------------------------------------- | ------------------------------------- |
| الكتلة الحيوية الصلبة | 330/28                                   | 222                                   |
| الغاز الحيوي          | 206/18                                   | 8.1                                   |
| المجموع               | 536/46                                   | 230.1                                 |

- تحويلها باستخدام محول وحدة IEA.

يتم استخدام الكتلة الحيوية الصلبة في الغالب في قطاع التدفئة والتبريد لتوفير 222 كيلو طن مكافئ من الطاقة، كما تم استخدامه لتوليد كهرباء عند 28 كيلو طن من الطاقة. بينما يتم استخدام الغاز الحيوي في الغالب في إنتاج الكهرباء التي تساهم بـ 18 كيلو طن مكافئ.

#### الوقود الحيوي
|                             | 2013 | 2014 |
| --------------------------- | ---- | ---- |
| البيوإيثانول/ الإيثر الحيوي | 29   | 27   |
| المستخرج من الوقود الحيوي   | _    | _    |
| المستورد                    | 29   | 24   |
| وقود الديزل الحيوي          | 74   | 90   |
| المستخرج من الوقود الحيوي   | 73   | 77   |
| المستورد                    | 50   | 67   |

في عام 2014، قدمت شركة وقود الديزل الحيوي 90 كيلو طن مكافئًا لقطاع النقل، بينما قدمت شركة بيوإيثانول / بيو-إيتبي 27 كيلو طن مكافئ

## الأهداف والتقدم

### الأهداف
|                      | 2005  | 2010   | 2011   | 2012   | 2013   | 2014   | 2015   | 2016   | 2017   | 2018   | 2019   | 2020   |
| -------------------- | ----- | ------ | ------ | ------ | ------ | ------ | ------ | ------ | ------ | ------ | ------ | ------ |
| التدفئة والتبريد (%) | 3.50% | 4.30%  | 4.90%  | 6.10%  | 6.90%  | 7.70%  | 8.90%  | 9.70%  | 10.10% | 10.50% | 11.20% | 12.00% |
| الكهرباء (%)         | 6.90% | 20.40% | 24.60% | 25.30% | 30.50% | 31.00% | 32.40% | 32.20% | 33.80% | 37.50% | 37.30% | 42.50% |
| النقل (%)            | 0.00% | 3.00%  | 3.90%  | 4.60%  | 5.10%  | 5.50%  | 5.90%  | 6.60%  | 7.40%  | 8.10%  | 8.80%  | 10.00% |
| المجموع (%)          | 3.10% | 6.60%  | 8.10%  | 9.00%  | 10.50% | 11.00% | 11.80% | 12.20% | 12.90% | 14.00% | 14.40% | 16.00% |

تُظهر مصادر الطاقة المتجددة الإجمالية مسارًا مستهدفًا، ففي عام 2010 كانت النسبة 6.6%، وبحلول عام 2020، يرتفع إلى 14%، يظهر قطاع الكهرباء المسار الأكثر طموحًا حيث ارتفع من 6.9% من إجمالي المعروض في عام 2005 إلى 42.5% بحلول عام 2020.

### التقدم
|                      | 2013   | 2014   |
| التدفئة والتبريد (%) | 5.50%  | 6.60%  |
| الكهرباء (%)         | 20.80% | 22.70% |
| النقل (%)            | 4.90%  | 5.20%  |
| المجموع (%)          | 7.60%  | 8.60%  |

وفقًا للتقرير المرحلي الثالث لإيرلندا، فإن البلاد حققت نسبة 8,6% من إجمالي استخدام الطاقة من مصادر الطاقة المتجددة، في عام 2014. وكانت الحصة المستهدفة للمخطط في ذلك العام 11%. كان استخدام الطاقة المتجددة في قطاع الكهرباء هو أبعد ما يكون عن هدفه وهو أقل بقليل من 8 نقاط مئوية عن هدفه لهذا العام. لقد تبين أن استخدام الطاقة المتجددة في قطاع الكهرباء يتزايد بسرعة في السنوات الأخيرة وفي بلدان أخرى، لذا فقد تقترب أيرلندا من تحقيق أهدافها لعام 2020 في السنوات القليلة المقبلة.

## وصلات خارجية
- خطط العمل الوطنية للطاقة المتجددة التابعة للمفوضية الأوروبية.
- تقارير المفوضية الأوروبية للطاقة المتجددة.
- خطط عمل المفوضية الأوروبية الوطنية لكفاءة الطاقة.